# Ruth Murray-Clay

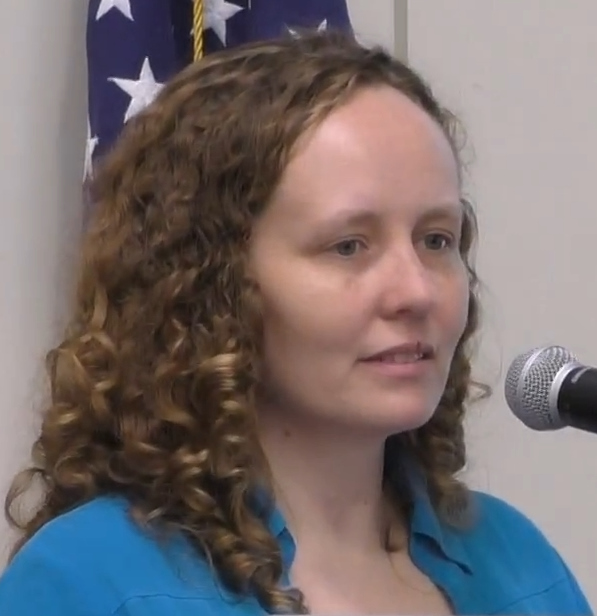
Ruth Murray-Clay

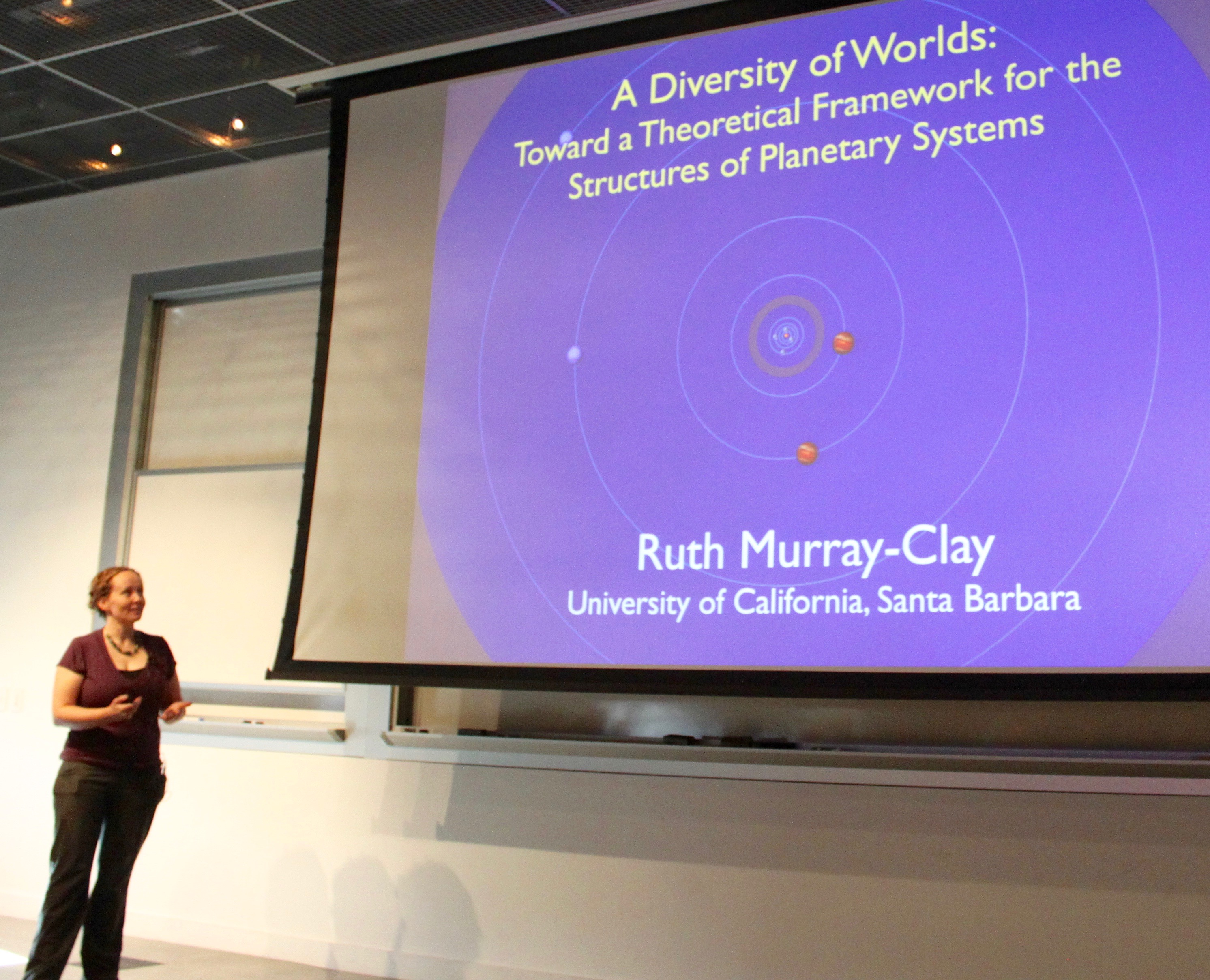
Ruth Murray-Clay, 2015 beim CalTech in Pasadena

 Ruth Murray-Clay (* 20. Jahrhundert in USA) ist eine US-amerikanische Astrophysikerin und Hochschullehrerin. Sie ist Professorin an der University of California in Santa Cruz (Kalifornien) und beschäftigt sich mit der Entstehung von Planetensystemen.

## Leben und Forschung
Murray-Clay erhielt 2001 ihren Bachelor-Abschluss magna cum laude in Physik und Astronomie an der Harvard University und 2004 ihren Master-Abschluss an der University of California, Berkeley. 2008 promovierte sie dort in Astrophysik bei Eugene Chiang. Von 2008 bis 2010 war sie Postdoktorandin am Institute for Theory and Computation der Harvard University. Während dieser Zeit wurde sie Bundeswissenschaftlerin am Smithsonian Astrophysical Observatory und Dozentin für Astronomie und dann Mitglied des Harvard Department of Astronomy.
2012 entdeckte sie mit einem Astronomenteam (38628) Huya 1, einen Mond des transneptunischen Objektes (38628) Huya. 2014 wechselte sie als Assistant Professor of Physics an die University of California in Santa Barbara (Kalifornien). 2015 erhielt sie den Helen B. Warner Prize for Astronomy, der die außergewöhnlichen Beiträge von Astronomen unter 36 Jahren anerkennt. 2017 wurde sie die erste Inhaberin des EK Gunderson Family Chair in Theoretical Astrophysics.
Sie erforscht ein breites Spektrum physikalischer Prozesse, welche zur endgültigen Struktur von Planetensystemen beitragen, einschließlich der Entwicklung der protoplanetaren Scheibe, der Planetenentstehung, der Gravitationsdynamik und der Entwicklung von Atmosphären. Sie untersucht auch Objekte in den äußeren Bereichen unseres Sonnensystems auf Hinweise auf seine dynamische Entwicklung.

## Öffentliches Engagement
Murray-Clay engagierte sich 2004 und später in ihrer Eigenschaft als studentische Vertreterin der Berkeley-Astronomiefakultät dafür, auf sexuelle Belästigung im Bereich der Astronomie durch den Astronomen Geoffrey Marcy und die offensichtliche Untätigkeit der Universität aufmerksam zu machen. Dies führte letztendlich 2015 zu Marcys Rücktritt von seiner Professur an der UC Berkeley und 2021 zu der Aufhebung seiner Mitgliedschaft in der National Academy of Sciences.

## Auszeichnungen
- 2008: Mary Elizabeth Uhl Award
- 2012: Kavli Fellow der National Academy of Sciences[6]
- 2015: Helen-B.-Warner-Preis der American Astronomical[7]

## Veröffentlichungen (Auswahl)
- mit James E Owen: Metallicity-dependent signatures in the Kepler planets. Monthly Notices of the Royal Astronomical Society, 2018.
- mit Alex Debrecht, Jonathan Carroll-Nellenback, Adam Frank, Eric G. Blackman, Luca Fossati, John McCann: Effects of radiation pressure on the evaporative wind of HD 209458b. Monthly Notices of the Royal Astronomical Society, Volume 493, 2020, S. 1292–1305